# نترات البيريليوم
نترات البيريليوم مركب كيميائي له الصيغة Be(NO3)2، ويكون على شكل مادة صلبة ذات لون أبيض إلى أصفر.

## التحضير
يحضر مركب نترات البيريليوم من تفاعل كلوريد البيريليوم مع محلول من أسيتات الإيثيل وأكسيد النيتروجين، كما في التفاعل:
{\displaystyle \mathrm {BeCl_{2}\ +\ 4\ N_{2}O_{4}\ \longrightarrow \ Be(NO_{3})_{2}\cdot 2N_{2}O_{4}\ +\ 2\ NOCl} }
{\displaystyle \mathrm {Be(NO_{3})_{2}\cdot 2N_{2}O_{4}\longrightarrow \ Be(NO_{3})_{2}\ +\ 2\ N_{2}O_{4}} }
كما يمكن تحضير المركب من تفاعل هيدروكسيد البيريليوم في وسط من حمض النتريك:
{\displaystyle \mathrm {Be(OH)_{2}\ +\ 2\ HNO_{3}\ \longrightarrow \ Be(NO_{3})_{2}\ +\ 2\ H_{2}O} }

## الخواص
إن نترات البيريليوم مادة لها انحلالية جيدة في الماء، تبلغ حوالي 166 غ لكل 100 مل ماء عند الدرجة 25 °س، كما ينحل المركب في كل من الأسيتون والإيثانول.
تباع العينات التجارية من نترات البيريليوم إما على شكل محاليل مائية أو في حمض النتريك.

## احتياطات الأمان
إن البيريليوم ومركباته الكيميائية هي مواد سامّة ومسرطنة، حيث يمكن أن تسبب مرض التسمم بالبيريليوم. لذا ينبغي أخذ الحيطة والحذر عند التعامل مع هذه المركبات.